# Raimond Roger Trencavel
Raimond Roger Trencavel (okcitánsky Ramon Rogièr Trencavel, 1185 – 10. listopadu 1209) byl vikomt z Béziers, Albi, Carcassonne a Razès z languedockého rodu Trencavelů. Byl zajat a uvězněn během křížové výpravy proti katarům.

## Život
Narodil se jako syn Rogera II. Trencavela a Adély, dcery toulouského hraběte Raimonda V. Roku 1194 Roger Trencavel zemřel a výchovu nezletilého syna svěřil místo manželce svému katarskému vazalovi Bertrandovi ze Saissacu. Roku 1203 se Raimond oženil s Anežkou, dcerou Viléma z Montpellieru. Byl zajat křižáky při obléhání Carcassonne a krátce nato ve vězení zemřel, pravděpodobně na úplavici.